# 416 Dywizja Strzelecka (ZSRR)
416 Dywizja Strzelecka (ros. 416-я стрелковая дивизия) – związek taktyczny (dywizja) Armii Czerwionej.
Sformowana w czasie II wojny światowej w Azerbejdżanie, broniła przed niemieckim najeźdźcą Mozdoku i Stawropola. W sierpniu 1943 odbiła z rąk wroga Taganrog. W 1944 dywizja wyzwoliła Kiszyniów, po czym została skierowana do Polski. Szlak bojowy zakończyła w Berlinie.